# Jérémie Renier
Jérémie Renier (Bruxelas, 6 de janeiro de 1981) é um ator belga conhecido por atuar em filmes dos Irmãos Dardenne, como La Promesse (1996), A Criança (2005), Le Gamin au vélo (2011) e The Unknown Girl (2016). Também atuou em O Pacto dos Lobos (2001) e interpretou o cantor francês Claude François no filme My Way (2012).

## Filmografia

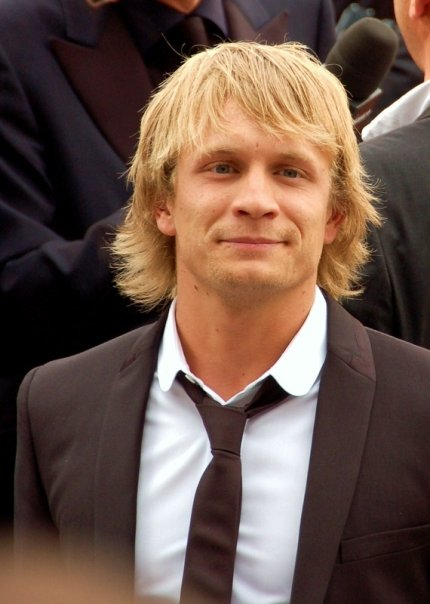
Renier no Festival de Cannes 2007.

| Ano  | Título                                                        | Papel                        | Notas |
| ---- | ------------------------------------------------------------- | ---------------------------- | --- |
| 2017 | L'Amant Double                                                |                              | |
| 2016 | Eternité                                                      | Henri                        | |
| 2016 | The Unknown Girl                                              | Bryan's father               | |
| 2015 | The Wakhan Front                                              | Antares Bonnassieu           | Indicado—Prêmio Lumières de Melhor Ator Indicado—Prêmio Magritte de Melhor Ator |
| 2015 | Ladygrey                                                      | Mattis                       | |
| 2015 | Sanctuaire                                                    | Grégoire Fortin              | Telefilme |
| 2014 | Waste Land                                                    | Leo Woeste                   | |
| 2014 | The Great Man                                                 | Hamilton / Michaël Hernandez | |
| 2014 | Saint Laurent                                                 | Pierre Bergé                 | Indicado—Prêmio César de Melhor Ator Coadjuvante Indicado—Prêmio Magritte de Melhor Ator Coadjuvante |
| 2013 | Brotherhood of Tears                                          | Gabriel Chevalier            | |
| 2013 | Intus                                                         |                              | Curta-metragem |
| 2012 | White Elephant                                                | Nicolás                      | |
| 2012 | My Way                                                        | Claude François              | Prêmio de Melhor Ator no Festival de Cabourg Prêmio Globes de Cristal de Melhor Ator Indicado—Prêmio César de Melhor Ator Indicado—Prêmio Lumières de Melhor Ator Indicado—Prêmio Magritte de Melhor Ator |
| 2011 | Possessions                                                   | Bruno Caron                  | |
| 2011 | Le Gamin au vélo                                              | Guy Catoul                   | |
| 2011 | Les Aventures de Philibert, capitaine puceau                  | Philibert                    | |
| 2010 | Potiche                                                       | Laurent Pujol                | Prêmio Magritte de Melhor Ator Coadjuvante |
| 2010 | Trois chats                                                   | Lui                          | Curta-metragem |
| 2010 | Pièce montée                                                  | Vincent                      | |
| 2009 | The Vintner's Luck ou A Heavenly Vintage                      | Sobran Jodeau                | |
| 2009 | Tomorrow at Dawn                                              | Paul                         | |
| 2008 | The Silence of Lorna                                          | Claudy Moreau                | Indicado—Prêmio International Cinephile Society de Melhor Ator Coadjuvante |
| 2008 | L'heure d'été (Summer Hours)                                  | Jérémie                      | |
| 2008 | Coupable (Guilty)                                             | Lucien                       | |
| 2008 | In Bruges                                                     | Eirik                        | |
| 2007 | Atonement                                                     | Luc Cornet                   | |
| 2007 | Chez Maupassant                                               | Chenal                       | Série de TV (Episódio: "Miss Harriet") |
| 2006 | Nue Propriété                                                 | Thierry                      | |
| 2006 | Président                                                     | Mathieu                      | |
| 2006 | Fair Play                                                     | Alexandre                    | |
| 2006 | Dikkenek                                                      | Greg                         | |
| 2005 | A Criança (L'enfant)                                          | Bruno                        | Indicado—European Film Award de Melhor Ator Indicado—Prêmio Joseph Plateau de Melhor Ator Belga |
| 2005 | Cavalcade                                                     | Jules                        | |
| 2005 | Un amour à taire                                              | Jean                         | Telefilme |
| 2004 | La Petite Fadette                                             | Landry Barbeau               | Telefilme |
| 2004 | À cran, deux ans après                                        | Vincent                      | Telefilme |
| 2004 | Le Pont des Arts                                              | Cédric                       | |
| 2004 | Toi, vieux                                                    | Jérémie                      | Curta |
| 2004 | San Antonio                                                   | Toinet San-Antonio           | |
| 2003 | Work Hard, Play Hard                                          | Philippe Seigner             | Indicado—Prêmio César de Ator Revelação |
| 2003 | Un fils de notre temps                                        | Le fils                      | Telefilme |
| 2003 | En territoire indien                                          | Cédric                       | |
| 2002 | Jean Moulin                                                   | Didot                        | Telefilme |
| 2002 | The War in Paris                                              | Jules                        | |
| 2002 | Le Troisième Œil                                              | Michaël                      | |
| 2001 | Mère de toxico                                                | Paul                         | Telefilme |
| 2001 | Le Pornographe (The Pornographer)                             | Joseph                       | |
| 2001 | O Pacto dos Lobos (Le Pacte des Loups)                        | Thomas d'Apcher              | |
| 2000 | Le Fétichiste                                                 | Julien Leduc                 | Curta-metragem |
| 2000 | Faites comme si je n'étais pas là (Pretend That I'm Not Here) | Eric                         | |
| 2000 | The King's Daughters                                          | François de Réans            | |
| 1999 | Criminal Lovers                                               | Luc                          | |
| 1996 | La Promesse                                                   | Igor                         | |
| 1992 | The Seven Deadly Sins                                         | Figurant                     | segmento "L'Honnêteté" |